# Blup Blup
Blup Blup é uma ilha que pertence ao grupo das Ilhas Schouten, na Papua-Nova Guiné. É pequena e florestada, situando-se a cerca de 30 km ao largo do Cabo Girgir, à latitude S 3°30'46" e longitude E 144°35'16". Tem uma pequena população e faz parte da província de Sepik Oriental embora oficialmente se onsidere um protectorado.
A ilha é vulcânica (um estratovulcão), com 3,5 km de largura e uma costa irregular, onde se veem antigas escorrências de lava. Pensa-se que Blup Blup terá tido a sua última erupção no Holoceno. Há água na ilha, obtida em poços. A altitude máxima é de 402 m.
O primeiro europeu a visitar as ilhas na região terá sido o navegador espanhol Íñigo Ortiz de Retes em 21 de julho de 1545 no seu regresso de Tidore para a Nova Espanha.

Existem quatro espécies de mamíferos na ilha: Echymipera kalubu, petauro-do-açúcar (Petaurus breviceps), o roedor Melomys rufescens e o rato Rattus praetor.